# Jerzy Bociong
Jerzy Bociong (ur. 15 kwietnia 1929, zm. 5 października 2004) – polski dyplomata, ambasador w Indonezji (1968–1972).

## Życiorys
Syn Konstantego. Pracował w ambasadzie w Londynie jako II sekretarz (1957–1960), ambasadzie w Tokio jako I sekretarz (ok. 1965). W latach 1968–1972 ambasador w Indonezji, akredytowany także w Malezji.
W 1955 „za zasługi w pracy zawodowej w dziedzinie administracji państwowej” został odznaczony Srebrnym Krzyżem Zasługi.
Żonaty, żona Teresa Bociong (1920-1988). Pochowany na Cmentarzu Komunalnym Północnym w Warszawie.